# Sakhar (demon)
Sakhar – w tradycji talmudycznej demon piekielny, który zawładnął tronem Salomona. Wspomniano o nim również w Koranie w rozdziale XXXVIII.
Zgodnie z powyższymi tradycjami po zajęciu przez Salomona Sydonu i zgładzeniu jego króla, król Izraela zabrał córkę króla Sydonu Teredę. Z uwagi na to, że ciągle opłakiwała ojca, Salomon chcąc ją pocieszyć rozkazał diabłu stworzyć jego podobiznę. Wykonana podobizna w formie posągu stała się obiektem kultu nie tylko dla niej i jej służących, ale także dla żon Salomona o czym Asaf poinformował Salomona. Ten wściekłszy się, rozbił przedmiotową statuę i ukarał swoje żony, po czym chcąc ukorzyć się przed Bogiem udał się na pustynię. Pomimo jego łez i skruchy Bóg postanowił go ukarać. Władca ten miał w zwyczaju powierzać przed kąpielą swój pierścień od którego zależała jego władza swojej żonie Aminie. Pewnego dnia Sakhar przybrał postać Salomona i odebrał od niej tenże pierścień na skutek czego przejął władzę. Jednocześnie twarz Salomona na tyle się zmieniła, iż jego poddani nie byli w stanie go rozpoznać, co zmusiło go do błąkania i życia z jałmużny. Po czterdziestu dniach Sakhar uciekł wrzucając pierścień do morza. Połknęła go ryba, która została złowiona i podana Salomonowi (w innej wersji znalazł ją kuchmistrz, który przekazał go królowi). Po odnalezieniu pierścienia Salomon ponownie objął władzę. Po objęciu władzy schwytał on Sakhara i uwiązał mu na szyi kamień i związał, po czym wrzucił go do jeziora Tyberiadzkiego albo do morza.